# Zyginopsis shirozui
Zyginopsis shirozui är en insektsart som först beskrevs av Hajime Ishihara 1965.  Zyginopsis shirozui ingår i släktet Zyginopsis och familjen dvärgstritar.
Artens utbredningsområde är Taiwan. Inga underarter finns listade i Catalogue of Life.